# To diko sou asteri
To diko sou asteri (Το δικό σου αστέρι (en español: Tu propia estrella)) es una canción de Mariana Efstratiou que representó a Grecia en el Festival de la Canción de Eurovisión de 1989 en Lausana.
La canción es una balada inspiradora, con Mariana exhortando a sus oyentes a "encontrar su propia estrella" en sus vidas.
La canción fue la número 19, antes de Islandia y después de Suiza.
En 1996, Mariana volvería a cantar para Grecia con la canción Emis Forame To Himona Anixiatika (Llevábamos ropa de invierno en primavera).